# Sulkava
Sulkava este o comună din Finlanda.